# Василий Врач
Василий Врач е лечител и богомилски водач от български произход във Византия от XII век. Проповедите на Василий и дванадесетте му апостоли в Константинопол повлияват широк кръг хора, включително представители на аристокрацията, което кара император Алексий I Комнин (1081 – 1118) да предприеме решителни мерки срещу разпространението на ереста.
Основните сведения за живота и дейността на Василий Врач се черпят от „Алексиада“ на Анна Комнина.
Василий е монах и лечител. Около 1070 година започва да проповядва богомилството в Тракия. Алексий и неговият брат Исак Комнин канят Василий в императорския дворец, разигравайки своеобразен „театър на абсурда“. Комнините наричат недоверчивия към властта проповедник „свети отче“, като преди това заявяват на всеослушание пред народа, че искат да се запознаят с учението и да станат последователи на „прочутия духовен учител“. След като Василий Врач излага своите религиозни схващания пред императора, се отваря завесата зад която е скрита многобройната публика чула изповедта на „учителя и терапевта“. Сред слушателите е и самият вселенски патриарх. След като са разобличени, ересиархът Василий Врач с неговите сподвижници са хвърлени в тъмница. Последвалият процес против еретиците е едно от най-мащабните и коментирани от съвременниците обществени събития в Империята. Някои от привържениците на учението, под заплаха от смъртно наказание, се отказват от своите вярвания. Други са затворени и катехизирани дълго време. Василий Врач не се отказва от учението си и през 1111 година е публично изгорен на кладата пред многохилядна публика на хиподрума в Константинопол. И докато го хвърлят в огъня, Василий остана равнодушен и не се отриича от вярата си. И когато пламъците го обхващат, тълпата вижда бял блясък да се издига от пламъците.

След екзекуцията, по поръчение на Алексий I Комнин ерудираният богослов Евтимий Зигавин съставя трактата „Догматическо всеоръжие“ – универсален наръчник на църквата за борба с ересите. Според Евтимий Зигавин, Василий Врач е 
| „ | ... пагубен мъж, крайно способен да показва злото под образа на доброто... | “ |

## Дискусии относно датите на процеса и кладата
Нкои историци датират процеса срещу Василий Врач около 1098 г. Васил Златарски изчислява процеса да е в 1111 г., а изгарянето през 1114 г., Ана Комнина отнася изгарянет преди смъртта на патриарх Николай III Граматик (1084 – 1111), който е предсеателствал Синода, издал присъдата. От гледна точка на реконструиране на биографията на Василий, през 1118 г. той, определян като „престарял“ още при осъждането си ок. 1110 г., е бил столетник и не е изключено да е изглеждал не така, както го описва Анна Комнина – слаб, много висок и голобрад, а с „дълга бяла коса и брада“, както си го представя Линъс Брокит. Ако севастократор Исаак, братът на Алексий, наистина е присъствал на „разговора“ с Василий, както твърди Комнина, процеса трябва да е бил преди смъртта му през 1104 г. Йоан Зонара също отнася процеса към 1098 г., отнасяйки съдебната разправа с богомилите да е започнала веднага след началото на Кръстоносния поход през 1096 г. Въз основа на трудовете на познавача на богомилскита догми на Евтимий Зигавин някои изследователи изчисляват датата на аутодафето на 1118 г. Относно датата Димитри Оболенски и Димитър Ангелов я определят между 1109 и 1111 г.

## Памет
На Василий Врач е наречена улица в квартал „Драгалевци“ в София (Карта).